# Омельченко Надія Олександрівна
Омельченко Надія Олександрівна (11 червня 1976 р., смт Корнин, Житомирська область, Україна) — українська підприємиця, віцепрезидентка компанії «ІТ-Інтегратор», засновниця компанії «Мілітек», співзасновниця БО «БФ «Фонд освітніх ініціатив», авторка ПЗ ExpressPro та Service Desk., співзасновниця бару «Лиса Гора» та «Хмільна муза», викладачка бізнес-школи «МІМ-Київ», менторка, амбасадорка STEM-освіти в Україні, волонтерка.

## Освіта
У 1999 році закінчила Київський національний лінгвістичний університет.
У 2006 році — «Київський бізнес-інститут» при Національний технічний університет України «Київський політехнічний інститут імені Ігоря Сікорського», менеджер-економіст.
У 2014 році закінчила Київський інститут сучасної психології та психотерапії, клінічна психологія, спеціаліст.
У 2013 році закінчила бізнес-школу «МІМ-Київ», MBA в галузі IT.
З 2017 року дотепер — слухачка програми DBA (Doctor of Business Administration) «МІМ-Київ».
У 2018 році закінчила освітню програму «Mastering Changes: Solutions Implementation Instruments» від «МІМ-Київ» у партнерстві з Adizes Graduate School, у 2019 році — China Immersion Programme від China Europe International Business School (CEIBS).

## Кар'єра
У 2011-2015 була генеральним директором ТОВ «NewProject».
З 2014 по 2017 обіймала посаду генерального директора компанії з управління нерухомістю Compass FM.
У 2015-2016 працювала також директором з кадрової політики групи компаній «Октава».
У 2017 стала співзасновницею тематичного бару «Лиса гора» в Києві.
З березня 2017 дотепер — віцепрезидентка найбільшого в Україні постачальника IT-рішень для корпорацій і держсектору — «ІТ-Інтегратор». У лютому 2023 року, за версією Forbes Ukraine, «ІТ-Інтегратор» — одна з восьми українських компаній-лідерів ІТ-ринку України,  які утримують економіку країну під час війни 2022-23 рр.
З вересня 2022 — засновниця компанії «Мілітек», спеціалізованого підприємства з розробки та постачання товарів військового та подвійного призначення для ведення бойових дій, забезпечення заходів оборони та цивільного захисту. ТОВ «Мілітек» є українським виробником та постачальником рішень у сфері military-tech, в тому числі БПЛА, зокрема розвідувально-ударного БПЛА «Надія» та ударного дрона-камікадзе «Горгона».

## Громадська діяльність
2011-2017 — голова правління Благодійного Фонду «Освітні Ініціативи».
3 2015 — координаторка ініціативи просвітницької програми жінок для жінок Bad Girls Ventures Ukraine.
У 2006-2009 працювала над розвитком кількох вітчизняних стартапів.
3 2011 — директор науково-методичного проєкту «ІТ-Освіта» з підготовки ІТ-фахівців в середній школі (10-11 класи).
У 2017 почала активно займатися розв'язанням проблеми гендерного дисбалансу у вітчизняній IT-індустрії. У листопаді 2017 увійшла до переліку «ТОП-20 надихаючих жінок в STEM» і стала менторкою ініціативи «Дівчата STEM».
3 2017 — викладачка курсу «Управління персоналом» Бізнес-школи «МІМ-Київ».
У 2018 перемогла в номінації «Агент змін» спецпроєкту «Леді Бізнесу» журналу «Бізнес».
У 2020 стала менторкою Civic Tech Sisters, проєкту для підтримки молодих лідерок України та Німеччини.
У листопаді 2020 взяла участь у запуску першого українського подкасту про жіноче лідерство в IT — «Некрихкі дівчата». Мета проєкту — популяризувати просування дівчат та жінок у вітчизняній сфері інформаційних технологій.
У кінці 2020 увійшла до складу борда STEM Start-up Fem Lab — першої в Україні програми для дівчат, які хочуть заснувати власний стартап.
У грудні 2020 Надія взяла участь у соціальному проєкті — знялася в освітньому серіалі «Підприємництво для школярів» для платформи «Дія. Цифрова освіта».
У березні 2021 — запрошена викладачка сесії AmCham Business School.
Спікерка дискусійної панелі «Інновації в умовах епідемії» Всеукраїнського форуму «Україна 30» 2021 року.
Активно підтримує українських митців, втілює світові ESG-практики та розвиває КСВ проєкти. Спікерка всесвітнього онлайн-марафону Sustainability4Ukraine 2022.
У червні 2022 — спікерка NOVATORE TALKS “Economic resilience in times of war” на запрошення Stockholm School of Economics in Riga.
У 2022-2023 рр. стала однією з героїнь та меценатів видання «НЕЗЛАМНІ. Книга про спротив українських жінок у війні з російськими загарбниками», англомовна версія якого буде широко представлена на літературних та дипломатичних майданчиках світу задля привернення уваги до діяльності українських жінок на Перемогу.
Займає активну громадянську позицію у допомозі військовим України у боротьбі зі збройною агресією проти народу України, надає волонтерську допомогу підрозділам ЗСУ, ДСНС, фронтовим волонтерам, ВПО та громадянам України, що вимушені виїхати за кордон через війну росії проти України з 24 лютого 2022 року.
З березня 2022 — керівниця волонтерських проєктів у БО «БФ «Фонд освітніх ініціатив», зокрема засновниця національних гуманітарних соціальних проєктів «Добраніч» та «Знання, що рятують життя».

## Нагороди
У 2019 році стала лідеркою номінації телеком та ІТ рейтингу «Леді бізнесу. 50 найуспішніших жінок України» журналу «Бізнес»".
Також у 2019 увійшла до списку ТОП-25 найуспішніших жінок українського бізнесу від видання «Власть Денег».
У листопаді 2020 року потрапила до списку ТОП-25 найкращих топменеджерів України від видань ТОП100. Рейтинги найбільших та delo.ua.
У грудні 2020 року увійшла до списку ТОП-25 найуспішніших жінок українського бізнесу від видання «Власть Денег».
У грудні 2021 року увійшла до списку ТОП-30 найкращих топменеджерів України від видань ТОП100. Рейтинги найбільших та delo.ua.
У червні 2022 року за значний внесок в організацію та надання всебічної допомоги особовому складу військових частин і підрозділів Збройних Сил України, підтримку бойового духу захисників державного суверенітету та територіальної цілісності України, активну волонтерську діяльність нагороджена відзнакою Міністерства оборони України Медаллю «За сприяння Збройним Силам України».
За активну допомогу в обороні України також нагороджена:
- Медаллю Командувача Сил територіальної оборони Збройних Сил України «За вірну службу» III ступеня;
- Відзнакою «За співдружність» Фонду ветеранів військової розвідки;
- Відзнакою-медаллю «За особливу службу III ступеня» Міністерства оборони України;
- Нагрудним знаком «Щит Сил територіальної оборони ЗСУ»;
- Почесним нагрудним знаком Головнокомандувача Збройних Сил України «За сприяння війську»;
- Грамотою ТВО командувача Сухопутних військ Збройних Сил України;
- Подякою Заступника начальника 10 мобільного прикордонного загону — начальника відділу прикордонної служби «Дозор-Харків»;
- Подякою Командира ДФ №1 Корнинської селищної територіальної громади;
- Подякою Командира 71 окремої єгерської бригади;
- Подякою ГУ ДСНС України у Чернігівській області.

## Публікації
1. Scientific and Educational Project «IT-OSVITA» as a Part of the Training System of Specialists for the Needs of IT Industry of Ukraine, 2012.
2. Дослідження управлінської компетентності за допомогою методу «Центр оцінки / Assessment Centre», Міжнародний збірник наукових праць, 2014.
3. Гендерні аспекти управління, журнал «Менеджер по персоналу» ‒ № 7, № 8, 2014.